# 네우정
네우정(根雨町)은 돗토리현 히노군에 있던 정이다. 현재의 히노정의 일부에 해당한다.